# Junonia punctella
Junonia punctella är en fjärilsart som beskrevs av Embrik Strand 1921. Junonia punctella ingår i släktet Junonia och familjen praktfjärilar. Inga underarter finns listade i Catalogue of Life.